# Полтавська обласна клінічна лікарня імені М. В. Скліфосовського

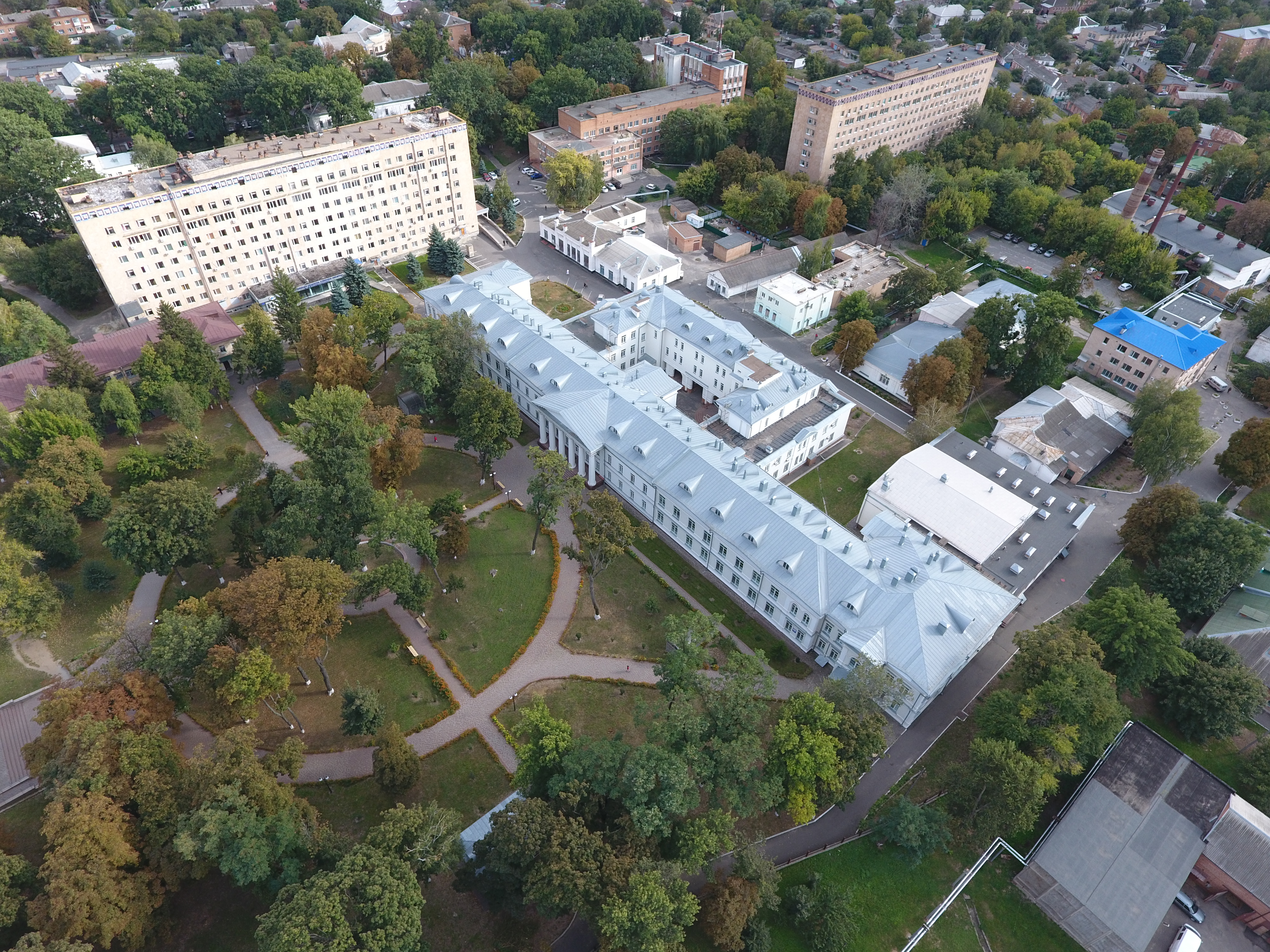
Лікарня з висоти пташиного польоту

Полта́вська обласна́ кліні́чна ліка́рня і́мені М. В. Скліфосо́вського (ПОКЛ) — є провідним закладом третинного рівня надання медичної допомоги населенню Полтавської області. Головний лікар  — Оксак Григорій Анатолійович. Розташована за адресою: вул. Шевченка, 23.

## Історична довідка
Полтавська обласна клінічна лікарня імені Скліфосовського була відкрита у 1802 р. у приватному будинку. Мала 20 ліжок. У 1803 р. переведено на околицю міста — Кобищани. Водночас у ній могло лікуватися 70 чол. У 1804 р. споруджено два дерев'яні корпуси Полтавського благодійного закладу по вул. Ново-Полтавській (тепер вул. Шевченка). Головний корпус на 80 ліжок зведено у 1823 р. На громадських засадах була введена посада попечителя. З 1827 по 1835 рр. попечителем закладу був український письменник І. П. Котляревський.
У 2-й половині XIX ст. благодійний заклад перетворено на земську лікарню. Тут працював випускник медичного факультету Київського університету лікар М. П. Коробкін, який у лютому 1883 р. зробив операцію на легенях. У 1872 р. відкрито при лікарні Полтавську фельдшерську школу. У 1884 р. Полтавське товариство лікарів обрало своїм почесним членом професора Московського університету і директора хірургічної клініки М. В. Скліфосовського. 9 серпня 1885 р. М. В. Скліфосовський провів операцію у Полтавській губернській лікарні. У 1886 р. споруджено три корпуси психоневрологічної лікарні на 75 ліжок кожний. Лікарня розбудовувалася і в наступні роки.
У серпні 1914 р. відкрито лазарет для поранених нижчих чинів. У 1924 р. в Полтаві почала працювати водолікарня у приміщенні фізіотерапевтичного і двох інших кабінетів лікарні. Згодом було створено стаціонар на 7 ліжок. Після встановлення радянської влади називалась Першою Полтавською радянською лікарнею, з 1937 р. — обласною.
У 1947 р. організовано санітарно-авіаційну станцію, яка до 1955 р. діяла як окрема медична установа. З 1 січня 1955 р. — на правах її відділення. У 1952 р. в обласній лікарні відкрито окреме відділення нейрохірургії і дитяче. Обласна фізіотерапевтична лікарня з 1952 р. стала називатися Полтавською бальнеологічною лікарнею (на 20 ванн, 10 місць для грязелікарні і стаціонаром на 75 ліжок). У 1952 р. було збільшено число ліжок у відділенні щелепно-лицевої хірургії та оперативного лікування кістково-суглобного туберкульозу.
У 1966 р. обласна лікарня налічувала 505 ліжок, понад 100 лікарів і 230 працівників середнього медичного персоналу. У 1974 р. споруджено кардіологічний корпус обласної лікарні, в якому розмістилися кардіологічне, ревматологічне, гастроентерологічне та ендокринологічне відділення. З0 ліжок відведено для дорослих, хворих діабетом. У 1978 р. звели новий 8-поверховий корпус на 300 ліжок. З цього ж року лікарня носить ім'я М. В. Скліфосовського.
У 1989 р. споруджено приміщення для міської дитячої лікарні. До неї з обласної лікарні були переведені два відділення: дитяче хірургічне і дитяче отоларингологічне. Водночас в обласній лікарні відкрили три нових відділення: алергологічне, проктологічне та судинної хірургії. У 1990 р. обласна лікарня № 1 мала 1020 ліжок і 6 ліжок у реанімаційному відділенні.

## Сучасний стан

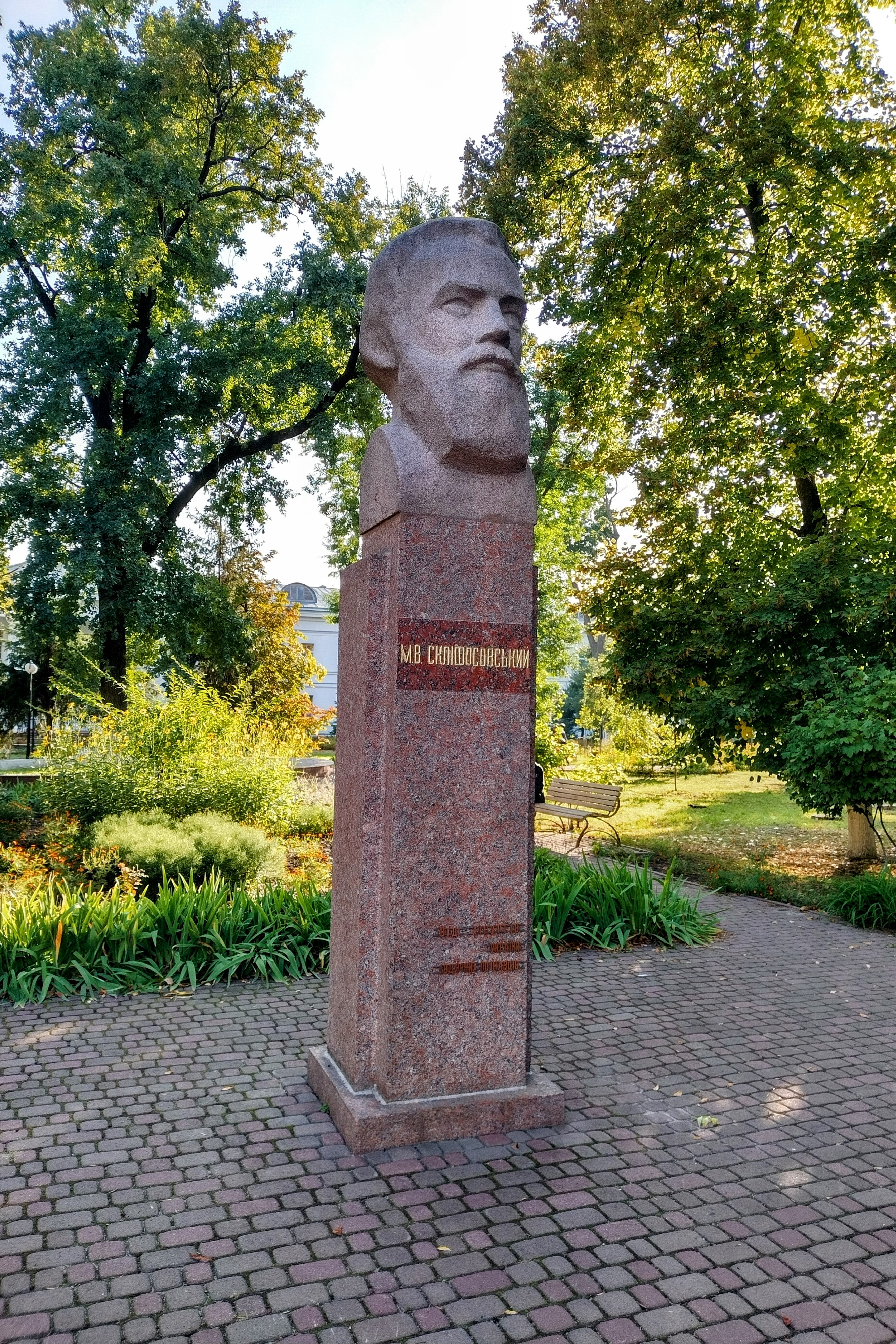
Пам'ятник Миколі Скліфосовському на подвір'ї лікарні

З січня 2004 року, на виконання обласної Програми матеріально-технічного переоснащення обласних лікувально-профілактичних закладів, для підвищення якості надання високоспеціалізованої медичної допомоги та покращення умов перебування хворих розпочата реконструкція соматичного корпусу лікарні. Після закінчення реконструкції в соматичному корпусі розпочали працювати вісім відділень на 235 ліжок. На виконання наказу МОЗ від 15 листопада 2003 р. № 544 «Про вдосконалення проктологічної служби» відкрито проктологічне відділення на 25 ліжок. У добудованому до соматичного корпусу блоці Д розташована клініко-діагностична лабораторія.
У 2007 р. відреставрували головний корпус, відновили вхід до лікарні за старими кресленнями.
У жовтні 2017 року Державна служба України з питань праці нагородила переможців першого Всеукраїнського огляду-конкурсу на присвоєння звання «Краще підприємство з охорони праці». У номінації «Охорона здоров'я» перемогу здобула Полтавська обласна клінічна лікарня ім. М. В. Скліфосовського.
У липні 2018 року завершено реконструкцію нейрохірургічного відділення з блоком анестезіології та інтенсивної терапії, на яку витратили 30 мільйонів 244 тисячі гривень. З роботами впорались менше, ніж за рік. Потужність розрахована на 30 ліжок нейрохірургічного профілю і 6 ліжок анестезіології та інтенсивної терапії.
Зараз у лікарні працює 22 відділення (13 відділень хірургічного профілю та 9 відділень терапевтичного профілю). Функціонує гемодіалізне відділення, 5 діагностичних відділень, територіальний центр екстреної медицини та медицини катастроф. У лікарні створені обласні центри з надання допомоги хворим при травмах щелепно-лицевої області, органів зору, лор-органів, які цілодобово функціонують. Працюють центри гострої судинної хірургії та нейротравми.
Лікарня є навчальною базою Української медичної стоматологічної академії — функціонує 12 кафедр та курсів.
3 жовтня 2018 року головний лікар Григорій Оксак отримав друге місце на всеукраїнському конкурсі «Головний лікар року-2018». Виборювати звання кращого довелось серед 52 кандидатів. Конкурс проводився в рамках міжнародної медичної виставки «Public Health».
Основні завдання обласної клінічної лікарні:
- забезпечення населення області в повному обсязі високоспеціалізованою стаціонарною та консультативною амбулаторно-поліклінічною допомогою;
- наближення високоспеціалізованої меддопомоги до жителів сільської місцевості шляхом збільшення кількості планових виїздів обласних фахівців та діагностичних комплексів;
- покращення організації та надання екстреної медичної допомоги на території області;
- впровадження в практику роботи лікарні та ЛПЗ області сучасних методів і засобів діагностики та лікування, досвіду роботи найкращих ЛПЗ;
- підвищення кваліфікації лікарів і середнього медичного персоналу ЛПЗ Полтавщини;
- розробка заходів, спрямованих на підвищення якості медичного забезпечення та покращення здоров'я населення.

Сьогодні в обласній клінічній лікарні працюють 264 лікарі, (у тому числі лікарі інтерни — 37), з них атестовано 177 чол. (67 %). 56,5 % лікарів мають вищу кваліфікаційну категорію, 53 — 30 % — першу категорію, 24 — 13,6 % — другу. У закладі працюють 3 заслужених лікарі України, 4 — кандидати медичних наук. Середніх медпрацівників працює — 569, з них атестовано 327 (57,5 %), молодших медпрацівників — 392.

## Персоналії та пам'ятні знаки
На фасаді центрального корпусу встановлено меморіальні дошки І. П. Котляревському (1963) і М. П. Коробкіну (1984). Перед будинком — пам'ятник М. В. Скліфосовському (1979).
У віданні лікарні — «Парк обласної лікарні».